# Errastunus ocellaris
Errastunus ocellaris är en insektsart som först beskrevs av Carl Fredrik Fallén 1806.  Errastunus ocellaris ingår i släktet Errastunus och familjen dvärgstritar. Arten är reproducerande i Sverige. Utöver nominatformen finns också underarten E. o. tatraensis.